# Bicyclus smithi
Bicyclus smithi är en fjärilsart som beskrevs av Aurivillius 1928. Bicyclus smithi ingår i släktet Bicyclus och familjen praktfjärilar. IUCN kategoriserar arten globalt som livskraftig. Inga underarter finns listade i Catalogue of Life.